# Chrysomantis centralis
Chrysomantis centralis es una especie de mantis de la familia Hymenopodidae.

## Distribución geográfica
Se encuentra en el Congo.